# Cal Mas (Avià)
Cal Mas és una masia del municipi d'Avià inclosa en l'Inventari del Patrimoni Arquitectònic de Catalunya, situada al nucli històric del poble.

## Descripció
Masia relativament moderna orientada a llevant i estructurada en planta baixa i tres plantes superiors. Està feta de grans carreus de pedra deixats a la vista. L'entrada es fa per una petita porta rectangular al costat dret de l'edifici. Al costat trobem dos arcs escarsers força grans. Sobre seu, al primer pis, hi ha dos arcs més. Aquests estan fets de maó i són més rebaixats que els anteriors. La resta d'obertures són allindanades, amb els marcs fets de maó després arrebossat. Totes tenen balcons independents amb baranes de ferro molt senzilles. La masia està coberta a dues aigües amb teula àrab i té un òcul a la zona superior, a manera de remat de la façana. Als costats d'aquest cos principal n'hi d'altres fets també amb pedres i maó; són dues galeries fetes amb posterioritat.

## Història
Cal Mas d'Avià és una casa del s. XVIII, modificada a començaments del s. XIX, però que substituí una construcció més antiga, documentada el segle xvii, coneguda com el mas de la sagrera. Conserva important documentació, pergamins del segle xii fins al s. XVIII.
El 1553 s'esmenta en el fogatge com a residència de "Franci Mas de la sagrera", d'això en deduïm que estava situada prop del cementiri medieval de Sant Martí i que probablement fou construïda en aquest espai al s. XI o XII, per tal de gaudir de la protecció i de la immunitat que oferia l'església.